# Witold Broniewski
Witold Broniewski (Pskov, 15 de outubro de 1880 — Varsóvia, 11 de janeiro de 1939) foi um engenheiro polonês nascido na Rússia.
Participou da 4ª Conferência de Solvay, em 1924.